# Bluesman
Bluesman – muzyk wykonujący muzykę bluesową.

## Terminologia
Termin bluesman w ścisłym jego znaczeniu odnosi się tylko do afroamerykańskiego mężczyzny, który wykonuje wyłącznie muzykę bluesową. Mniej rygorystyczne traktowanie tego określenia pozwala na nazywanie bluesmanem także białego wykonawcę bluesa. W wypadku gdy artysta oprócz bluesa wykonuje także utwory folkowe, ballady itp. terminem używanym w USA jest songster, mniej więcej piosenkarz, pieśniarz. Dlatego np. Mississippi John Hurt czy Huddie Ledbetter nie są bluesmanami, tylko songsterami, chociaż obydwaj byli znakomitymi wykonawcami bluesa.
W języku angielskim w stosunku do kobiet wykonujących bluesa używa się terminu blueswoman. W języku polskim termin bluesman przyjął się również w odniesieniu do kobiet – z dodatkiem polskiego sufiksu -ka, analogicznie do określenia barman i barmanka.

## Stawanie się bluesmanem
Bluesmanem zostawał najczęściej ten, kto z jakiś przyczyn nie mógł pracować na plantacji bawełny. Pominąwszy rzadkie przypadki całkowitego lenistwa, głównymi przyczynami były choroba i wypadki, których skutkiem było kalectwo. Dlatego zaskakująco wielka liczba bluesmanów była niewidoma.
Możliwości były właściwie tylko dwie. System był tak skonstruowany, że nie dawał szans temu, kto się z niego wyłamywał. Nicnierobienie skazywało chłopca na wyrzucenie poza nawias społeczeństwa, w którym wszyscy musieli pracować i rzadko kto kończył 4 klasę szkoły podstawowej. Możliwości innej pracy dla praktycznych analfabetów już wówczas także nie było. Nawet wielki Muddy Waters był analfabetą i potrafił się tylko podpisać. Pozostawało więc drugie wyjście – zostanie zawodowym muzykiem.
Decyzję tę podejmowano bardzo wcześnie, nieraz już 4-latki przygotowywały się do zawodu muzyka. Z reguły chłopak konstruował najpierw swój pierwszy instrument zwany diddly bow. Pomiędzy dwoma gwoźdźmi wbitymi np. w ścianę rozciągano drut lub grubą słomę. Jako mostka używano kamienia. Dźwięk wydobywano przesuwając po drucie np. odciętą szyjkę butelki. Dawało to charakterystyczny ślizgowy (ang. slide) dźwięk. Później konstruowano sobie samodzielnie gitaropodobny instrument z różnych pudeł czy pojemników. W niewielu przypadkach, w sytuacji, gdy rodzina radziła sobie jakoś, kupowano gitarę przez słynny sklep wysyłkowy, który odegrał wielką rolę w historii bluesa – Sears, Roebuck & Co. Kosztowała ona kilka dolarów, więc taki wydatek był niezwykłym obciążeniem, gdyż roczny dochód na plantacji rzadko wynosił więcej niż dolar.
Przypatrzmy się bliżej systemowi na plantacjach.

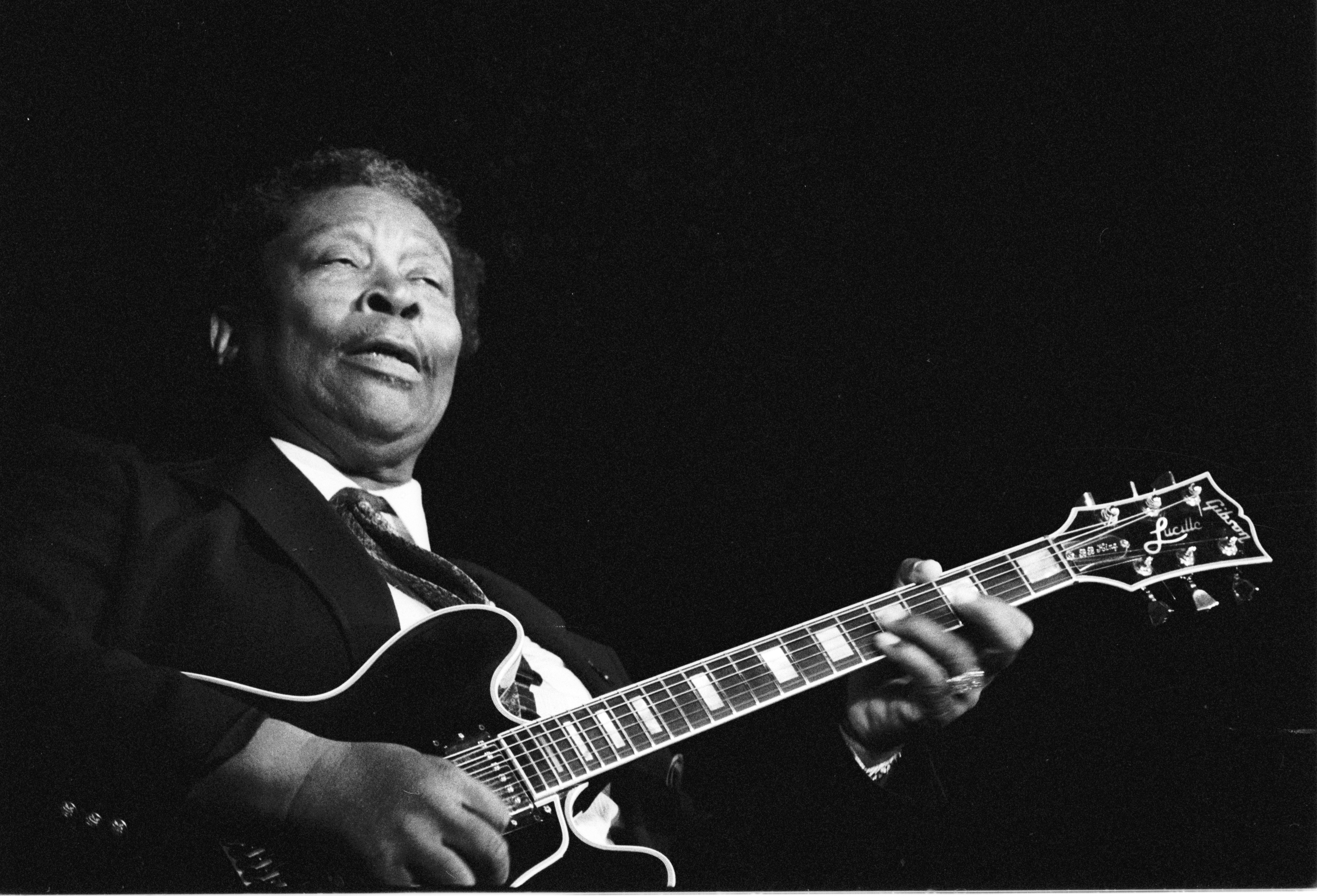
B.B. King

Szczególna ekonomia Delty wymuszała właściwie wrogość białych w stosunku do czarnych. Typowy biały południowiec zwykł sobie żartować, że zbieranie bawełny czy ścinanie drzew i obróbka drewna nie przystoi białemu, zwłaszcza że wtedy zmuszeni do tego byli różnymi okolicznościami Afroamerykanie. W swojej biografii B.B. King jasno obrazuje ten system. Czarni zbieracze bawełny za dzień pracy (czyli co najmniej 12 godzin!) dostawali kilkadziesiąt centów. Dwa podstawowe pojęcia związane z życiem zbieracza to zaopatrzenie i wypłata. Zaopatrzenie to materialne rzeczy, w które właściciel plantacji wyposażał najemną rodzinę na wiosnę, przed sadzeniem, głównie: nawóz, nasiona, muł, narzędzia, ubranie, schronienie i kredyt w lokalnym sklepie. Wypłata wypłacana była po sprzedaży zbiorów z odjęciem zaopatrzenia i wszystkiego, za co sobie chciał policzyć właściciel! W praktyce na przykładzie B.B.Kinga wyglądało to następująco. Głowa domu 14-letniego Kinga, babka Elmora Farr, otrzymała 32 dol. i 5 centów zaopatrzenia. Razem z wnukiem rozpoczęli więc sezon z długiem 34 dol. i 61 centów (pożyczka była na 8%). Ich zysk ze sprzedaży zbiorów wyniósł 25 dol. i 27 centów i zarobili jeszcze dodatkowo 10 dol. pracując przy domu właściciela. A więc ich dochód za rok pracy wyniósł 66 centów! Już po sezonie babka pożyczyła 16 dol. i 25 centów od właściciela, aby mogli przeżyć zimę. W to wliczony był rachunek doktora (8 dol.) za wizytę u babki, która jednak zmarła w styczniu, dodając do swojego długu 3 dol. i 63 centy za koszty pogrzebu, co i tak właściciel odpisał sobie na straty (sam na tym nic nie stracił, bo odjął to sobie od rządowego subsydium rolnego). Nastolatek King rozpoczął więc już następny sezon ze swoim długiem wynoszącym 7 dol. i 54 centy, ale właściciel darował mu go. Długi te jednak zwykle były przenoszone z roku na rok, tak że właściwie rodzina zbieracza pracowała za darmo, a długu nigdy nie była w stanie spłacić. Alternatywa była następująca: bezdomność lub praca w jeszcze gorszych warunkach na opuszczonych farmach na wzgórzach stanu Mississippi.
Ponieważ bluesmani prowadzili życie wędrowne, adept sztuki grania bluesa już jako dziecko miał szansę zetknięcia się z nimi podczas występów. Z reguły odbywały się one w tzw. juke house’ach (spelunkach, burdelach). Słowo juke pochodzi z zachodniej Afryki (skąd głównie pochodzili niewolnicy), gdzie określało coś złego, niemoralnego, nierządnego. Później poszerzyło swoje znaczenie i odnosiło się nawet do tańczenia i zabawy aby w końcu utrwalić się w postaci juke-box, czyli szafy grającej. Częste były także prywatne występy z okazji różnych uroczystości (ang. party). Czasami właściciel plantacji urządzał zabawę i była ona przykładem paranoicznego południowego stylu życia; na dwóch oddalonych od siebie scenach tańczyli osobno biali i czarni do muzyki tego samego czarnego wykonawcy! Chłopak uczył się więc podpatrując (jeśli nie był całkiem niewidomy) technikę gry kolejnych bluesmanów.
Następnie z reguły uciekał z domu i najmował się jako przewodnik całkowicie niewidomym bluesmanom. Stanowiło to doskonałą okazję do nauki i zsynkretyzowania swojego własnego stylu gry i śpiewu.

## Bluesman
Blues był najbardziej czarnym rodzajem muzyki. Można powiedzieć, że bluesman był Murzynem do kwadratu. Był odrzucany ze względu na kolor skóry przez białych, a ze względu na to, czym się zajmował i jaki prowadził styl życia, został skazany na wieczne potępienie przez swoich czarnych bogobojnych braci. Dlatego truizmem jest stwierdzenie, że nie było im łatwo. Wędrowali od wioski do wioski, od miasta do miasta. W wielkich miastach występowali na ulicach – zwyczaj ten utrzymał się w USA do lat 60., chociaż niektórzy bluesmeni kontynuują to współcześnie, jak np. zmarły w 1995 r. Ted Hawkins. W każdym następnym miejscu była nowa kobieta i alkohol.
Bluesmani byli rozdzierani przez wewnętrzny konflikt; byli ludźmi nieraz bardzo mocno religijnymi, tymczasem blues był muzyką diabelską i przeklętą. Niektórzy w młodości byli nawet pastorami i ostatecznie to blues odnosił zwycięstwo, jednak nie za darmo. Takim przypadkiem był Son House, który do końca życia tego konfliktu całkowicie nie był w stanie rozwiązać i zmarł na skutek alkoholizmu. Inni znów rozpoczynali jako bluesmani i potem, jak wierzyli, spłacali swój dług, jako pastorzy. Tak uczynił m.in. Rube Rubin Lacy w 1966 r.

## Rola bluesmana
Rolę dawnych bluesmanów porównuje się często z rolą, jaką w społeczeństwach afrykańskich odgrywali grioci, pieśniarze, którzy sławili przywódców, przekazywali genealogię bohaterów, kształtowali mity; pełnili więc funkcję historyków plemienia. Jednak jedyne podobieństwo bluesmanów z griotami to to, że byli historykami lokalnych mitów. Nie tworzyli genealogii bohaterów i nie sławili żadnych przywódców społecznych, bo takich po prostu na Południu nie było. Jeśli kogokolwiek sławili, to najwyżej samych siebie (śpiewając o swoich podróżach i sukcesach z kobietami). Pokolenie takich bluesmanów jak Son House i Skip James często traktowało w swoich bluesach o śmierci i spirytualizmie – czasem było to wyraźnie związane z kultem voodoo (a nawet i hoodoo), a czasem wynikało z głębokiej wiary chrześcijańskiej. Ale nie wszyscy przecież bluesmani byli wiejskimi transcendentalistami (jak nazywa się ich w literaturze fachowej). Np. Bo Cartera interesowały głównie bluesy z podtekstem erotycznym.
Ponieważ bluesmani byli muzykami wędrownymi, przenosili także informacje z wielkiego świata. Byli także komentatorami wydarzeń: powodzi, wielkich katastrof (jest sporo bluesów o zatonięciu Titanica), polityki i wojen, a także codziennego życia. Kiedy piosenkarze europejscy i amerykańscy śpiewali o ptaszkach i kwiatkach, bluesmani śpiewali o seksie, o morderstwach, o prostytucji, a także poruszali tematykę homoseksualizmu, w czasach kiedy ta budziła wiele kontrowersji. Każdy temat, w którym mogli wyrazić siebie i prawdę (dla bluesmanów blues jest wyrażeniem prawdy) był dobry, Nie było tematów tabu.
Ponieważ blues ma działanie lecznicze dla duszy czy też psychiki człowieka, bluesman jest także uzdrowicielem.